# Vetenskapsåret 1985

## Händelser
- 9 juli – 25 länder inom FN:s ekonomiska kommission för Europa, ECE, beslutar på en luftvårdskonferens i Helsingfors att minska svaveloxidutsläppen med minst 30 % fram till 1993.[1]

### Arkeologi
- 22 mars – Israeliska arkeologer meddelar att man funnit 9 000-åriga fynd i en grotta i Negevöknen vid Döda havet. Bland föremålen finns uråldriga textiler, och en ceremoniell mask i form av ett människohuvud.[1]
- 15 augusti – Nya arkeologiska fynd rapporteras från Härjedalen, där över tusen år gamla boplatser hittats vid Vivallen utanför Funäsdalen, vilket pekar på att samerna fanns i Härjedalen redan under 800-talet, hundratals år innan forskarna tidigare trott, samt före de bönder som senare kom dit. Bland annat har en samisk härd påträffats.[1]
- Okänt datum - En sovjetisk kammututställning Helsingfors under sommaren lockar flera besökare från Norden och övriga Europa.[1]

### Astronomiochrymdfart
- 27 januari – Amerikanska rymdfjärjan Discovery landar på Kennedy Space Center, efter att utfört det första rent militära rymduppdraget.[1]
- 19 april – Amerikanska rymdfjärjan Discovery landar på Kennedy Space Center, med senator Jake Garn som första tidigare flygare i amerikanska marinen att göra en rymdresa.[1]
- 29 juni – Sveriges kungapar inviger Svenska vetenskapsakademiens observatorium i La Palma, Kanarieöarna.[1]
- 20 juli – Halleys komet börjar återigen bli synlig från jorden på natthimlen.[1]
- 30 juli – Amerikanska rymdfjärjan Columbia skjuts upp från Kennedy Space Center, två timmar för sent efter tekniska problem.[1]
- 3 september – Amerikanska rymdfjärjan Discovery landar på Edwardsbasen i Kalifornien, efter ett åtta dagar långt uppdrag, och den 20:e flygningen med rymdfärja.[1]
- 17 september – Sovjetunionen skjuter ut en bemannad rymdfarkost med uppgift att avlösa besättningen på Saljut 7- Sojuz T-13.[1]
- 21 september – Svenska astronomer lyckas för första gången fotografera Halleys komet.[1]

- 27 november
  - Halleys komet passerar jorden.

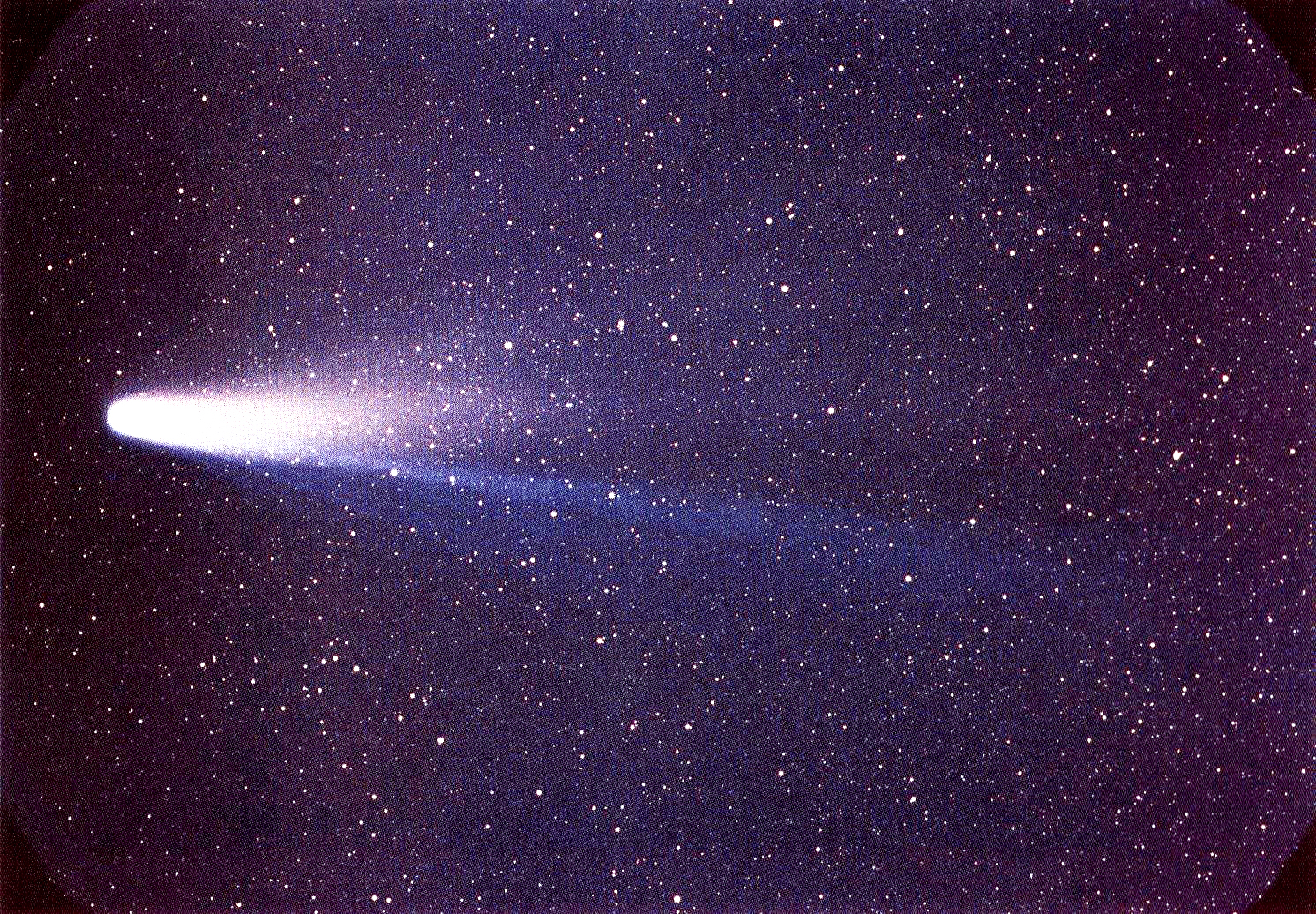
Halleys komet.

  - Amerikanska rymdfjärjan Atlantis skjuts iväg för att studera metoder för att bygga rymdstationer, samt hitta vatten i torkans Afrika.[1]
- Okänt datum - Vid den första totala månförmörkelsen sedan 1982 blir Månen återigen synlig från Jorden [2].

### Fysik
- 16 oktober – Den 12:e och sista kärnreaktorn i det svenska kärnkraftsprogrammet, Oskar III i Oskarshamn, invigs efter 15 år.[1]

### Medicin
- 10 januari – Medicinalstyrelsen i Finland beslutar att genomföra massvaccinering mot polio, som påträffats föregående höst.[1]
- 22 januari – Statens bakteriologiska laboratorium i Sverige rapporteras att totalt 74 fall av difteri påträffats föregående höst.[1]
- 16 februari – Influensaepidemin Hongkong A i USA uppges ha krävt ett tusental liv, efter att ha härjat i flera veckor.[1]
- 25 mars – Statens bakteriologiska laboratorium registrerar det 20:e AIDS-allet i Sverige.[1]
- 7 april – Vid Karolinska sjukhuset i Solna kommun opereras för första gången i Europa ett konstgjort hjärta in i en människa.[1]
- 22 april – En rapport från amerikanska företaget Shiley till svenska Socialstyrelsen avslöjar att cirka 4 000 felaktiga hjärtklaffar satts in på patienter världen över, av vilka drygt 1 000 av dem satts in i Sverige.[1]
- 29 april – En 52-årig taxiförare från Malmö får nytt hjärta och nya lungor vid en operation på Harefieldsjukhuset i London.[1]
- 24 juli – Vid Karolinska sjukhuset i Solna kommun genomförs Sveriges andra hjärttransplantation, detta på en 47-årig man.[1]
- 13 augusti – 3-årige irländske pojken James Garvin blir på Harefieldsjukhuset i London världens yngste hjärt-lungbytare någonsin.[1]
- 26 augusti – Statistik från SCB i Sverige visar att meddellivslängden i Sverige under 1984 var 79.9 år för kvinnor, och 73.8 för män.[1]
- 30 augusti – Sveriges regering föreslår att AIDS klassas som könssjukdom.[1]
- 25 september – Bilder publiceras på en pojke som fötts med två huvuden i Liaoningprovinsen i Kina.[1]
- 20 december – En undersökning av doktor Everett Koop presenteras i USA, enligt vilken rökning är största risken på jobbet. Rökare som inte arbetade inom så kallad farlig industri fick lungcancer tio gånger oftare än den som inte rökte, men jobbade i samma miljö. För den som rökte mer än ett paket cigaretter per dag var risken 87 gånger större.[1]
- 28 december – Statens bakteriologiska laboratorium meddelar att totalt 252 AIDS-smittade personer i Sverige registrerats. Det var 1 november 1985 som rapportering av smittbärare blev obligatoriskt i Sverige.[1]
- Okänt datum - En klassificerade bibliografi på över 3 500 rapporter om kontrollerade undersökningar inom graviditetsmedicin sedan 1940 utkommer.[3]
- Okänt datum - DNA börjar användas inom rättsfall.[4]

### Paleontologi
- 20 april – Tidskriften Nature meddelar att sensationella fynd gjorts i ett kalkbrott i East Kirkton utanför Edinburgh, där man bland annat hittat den 1985 äldsta kända lockespindeln, 350 miljoner år gammal, samt ett fullständigt bevarat skelett från urgrodan, som var närmare en halv meter lång och svansförsedd.[1]

## Pristagare
- Bigsbymedaljen: Stephen Sparks [5]
- Brinellmedaljen: Mats Hillert
- Copleymedaljen: Aaron Klug
- Ingenjörsvetenskapsakademien utdelar Stora guldmedaljen till Tore Gullstrand
- Nobelpriset: [6]
  - Fysik: Klaus von Klitzing
  - Kemi: Herbert Hauptman, Jerome Karle
  - Fysiologi/Medicin: Michael S. Brown, Joseph L. Goldstein
- Polhemspriset: Kåre Hannerz
- Steelepriset: Hassler Whitney, Michael Spivak, Robert Steinberg
- Sylvestermedaljen: John Griggs Thompson
- Turingpriset: Richard Karp
- Wollastonmedaljen: Gerald Joseph Wasserburg [7]
- Crafoordpriset: Lyman Spitzer JR[1]

## Avlidna
- 19 juli - Maria Mårtensson, svensk hjärtbytespatient.[1]
- 7 augusti – Gábor Szegő, 90, ungerskfödd matematiker.
- 30 september - Charles Richter, 85, amerikansk seismolog.[1]
- 2 november – Dalia, gorillahonan född i Köpenhamns zoo i Köpenhamn, Nordens första gorillafödsel.[1]
- 22 november - Leif Stenberg, 52, Europas första patient med konstgjort hjärta.[1]
- 16 december – Kettil Bruun, 61, finländsk sociolog.

### Fotnoter
1. 1 2 3 4 5 6 7 8 9 10 11 12 13 14 15 16 17 18 19 20 21 22 23 24 25 26 27 28 29 30 31 32 33 34   Horisont 1985. Bertmarks
2. ↑  Så funkar universum, James Muirden
3. ↑  ”About the Cochrane Library”. The Cochrane Library. Arkiverad från originalet den 5 januari 2011. https://web.archive.org/web/20110105124021/http://www.thecochranelibrary.com/view/0/AboutTheCochraneLibrary.html#ABOUT. Läst 25 januari 2011.
4. ↑  Gaines, Larry; Miller, LeRoy (2006). Criminal Justice In Action: The Core. Thomson/Wadsworth. ISBN 0-495-00305-0
5. ↑  ”Geological Society”. Arkiverad från originalet den 5 juni 2011. https://web.archive.org/web/20110605101836/http://www.geolsoc.org.uk/gsl/society/history/page753.html. Läst 13 april 2011.
6. ↑  ”Nobelpriset”. http://nobelprize.org/nobel_prizes/lists/all/index.html. Läst 10 april 2011.
7. ↑  ”Geological Society”. Arkiverad från originalet den 5 juni 2011. https://web.archive.org/web/20110605102217/http://www.geolsoc.org.uk/gsl/society/history/page750.html. Läst 14 april 2011.